# Бабице (гмина)
Бабице (пол. Babice) — сельская гмина (волость) в Польше, входит как административная единица в Хшанувский повет, Малопольское воеводство. Население — 8711 человек (на 2004 год).

## Демография
| Перепись                       | Всего   | Всего | Женщины | Женщины | Мужчины | Мужчины |
| ------------------------------ | ------- | ----- | ------- | ------- | ------- | ------- |
| Единицы                        | человек | %     | человек | %       | человек | %       |
| Население                      | 8711    | 100   | 4426    | 50,8    | 4285    | 49,2    |
| Плотность населения (чел./км²) | 159,9   | 159,9 | 81,3    | 81,3    | 78,7    | 78,7    |

## Населённые пункты
Бабице, Влосень, Выгелзув, Загуже, Менткув, Ольшины, Розкохув, Янковице.

## Соседние гмины

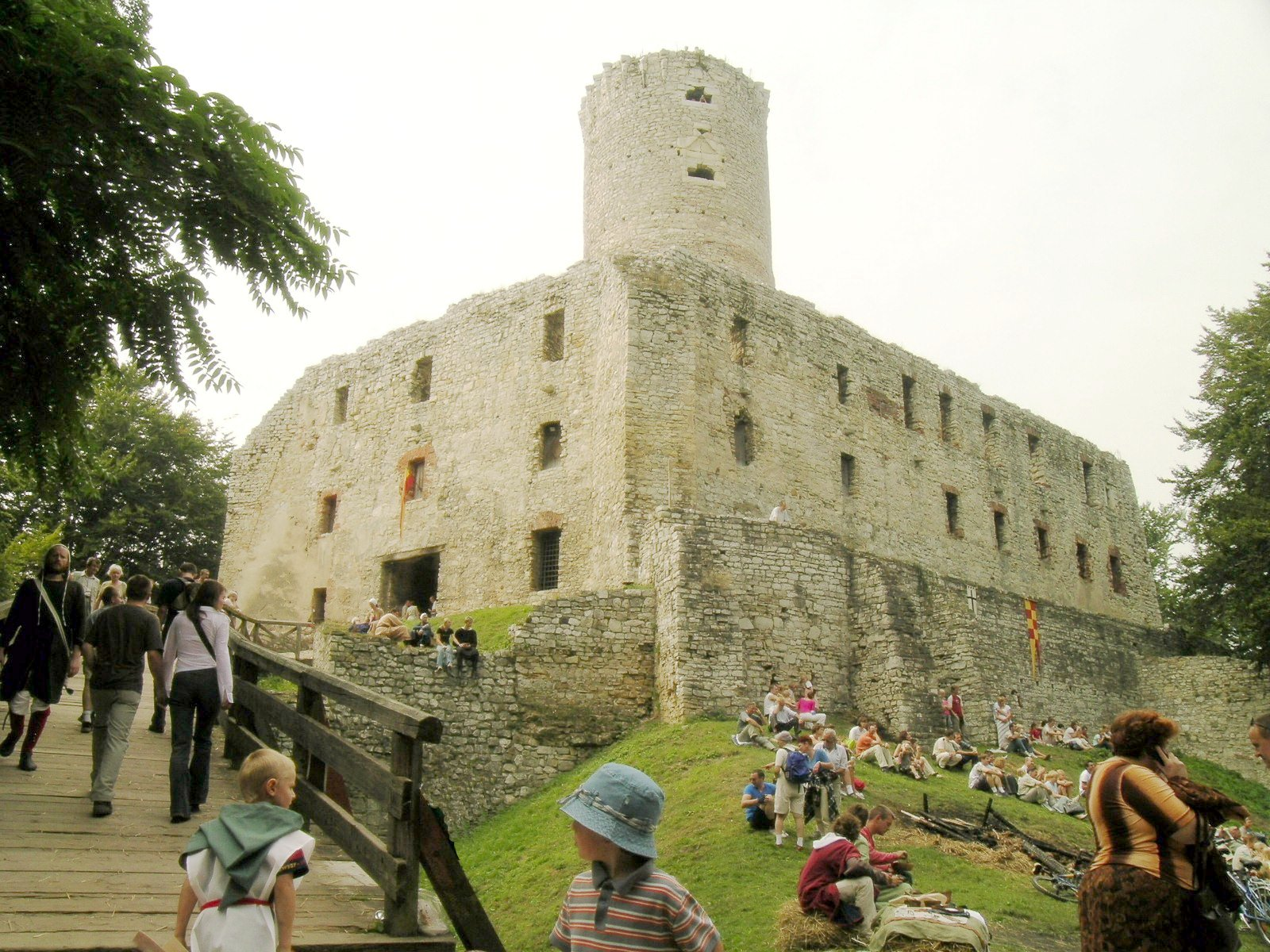
Гмина Бабице

1. Гмина Альверня
2. Гмина Хшанув
3. Гмина Либёнж
4. Гмина Пшецишув
5. Гмина Затор